# راتب العوضات
راتب العوضات (عربی: راتب العوضات؛ ۱۳ اکتبر ۱۹۷۰ – ۲۶ مارس ۲۰۲۱) بازیکن و مربی فوتبال اهل اردن بود.
از باشگاه‌هایی که در آن بازی کرده‌است می‌توان به باشگاه ورزشی الفیصلی اشاره کرد.
وی همچنین در تیم ملی فوتبال اردن بازی کرده‌است.